# 1928 w filmie

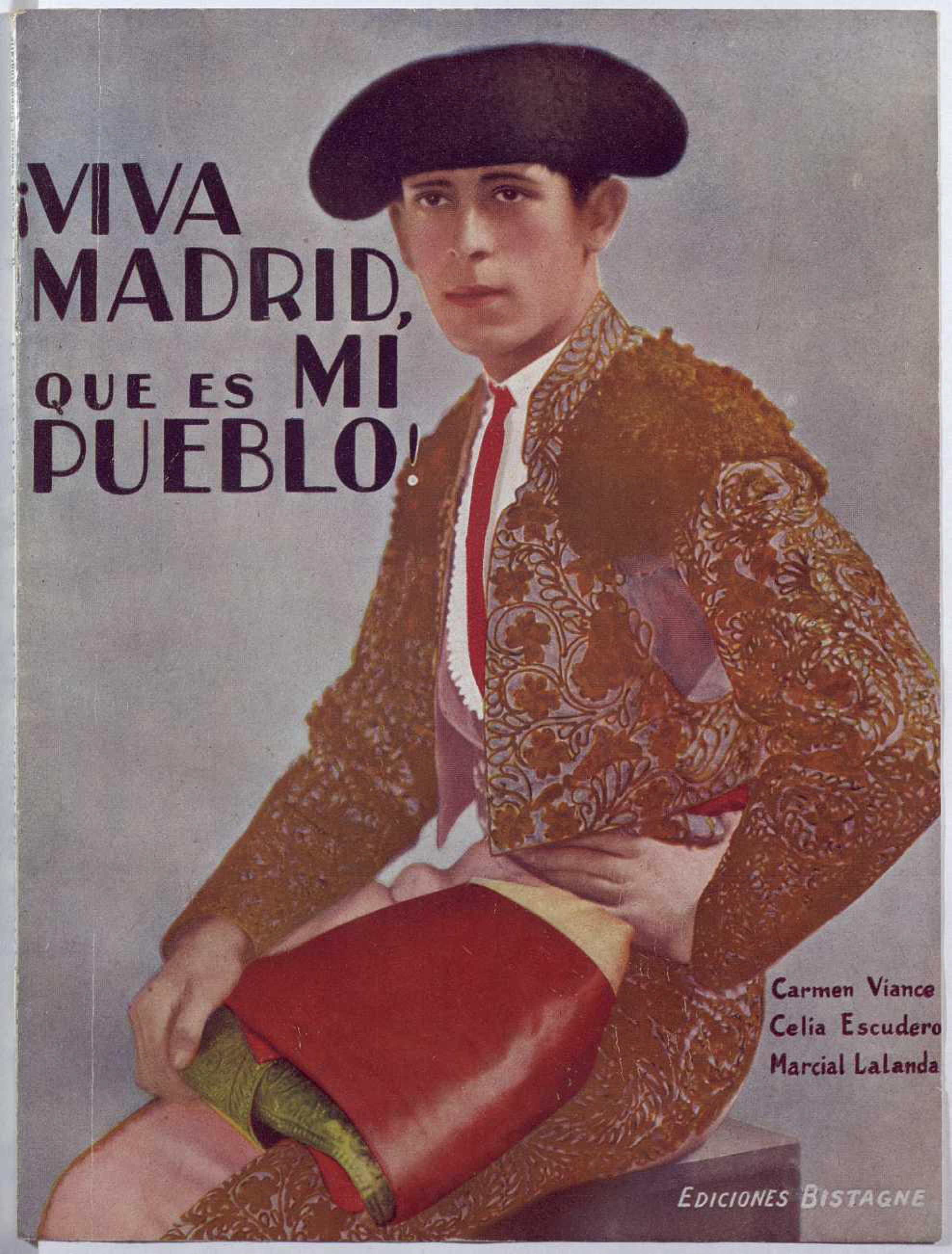
Plakat filmu "Viva madrid que es mi pueblo pelicula"

Wydarzenia filmowe w 1928 roku.

## Wydarzenia
- Chociaż powstało kilka filmów z dźwiękiem to jednak większość nadal była filmami niemymi.
- 15 maja – pierwszy film z Myszką Miki – Plane Crazy.
- 18 listopada – Premiera krótkiego filmu animowanego Disneya Parowiec Willie (Steamboat Willie), który był pierwszym filmem ze ścieżką dźwiękową w całości nagraną po zakończeniu zdjęć wraz z efektami dźwiękowymi, muzyką i dialogami.

## Premiery

### Filmy polskie
- 27 stycznia – Przeznaczenie reż. Janusz Star (Mariusz Maszyński, Julian Krzewiński)
- 16 marca – Huragan – reż. Józef Lejtes
- 24 marca – Ludzie dzisiejsi
- 7 lipca – Milionowy spadkobierca – reż. Janusz Warnecki (Barbara Ludwiżanka)
- 28 sierpnia – Szaleńcy
- 30 sierpnia – Kropka nad i
- 16 października – Romans panny Opolskiej
- 19 października – Tajemnica starego rodu
- 9 listopada – Pan Tadeusz – reż. Ryszard Ordyński
- 29 listopada – Dzikuska
- 14 grudnia – Przedwiośnie – reż. Henryk Szaro
- Komendant
- Niewolnicy życia. Za grzechy ojców

### Filmy zagraniczne
- 5 marca – Łatwa cnota (Isabel Jeans) – reż. Alfred Hitchcock
- 18 listopada – Parowiec Willie (z udziałem Myszki Miki) – reż. Walt Disney

## Nagrody filmowe
- Oscary przyznane za sezon 1927/1928
  - Najlepszy film – Skrzydła
  - Najlepszy aktor – Emil Jannings (Ostatni rozkaz i Niepotrzebny człowiek)
  - Najlepsza aktorka – Janet Gaynor (Siódme niebo Anioł ulicy i Wschód słońca)
  - Wszystkie kategorie: 1. ceremonia wręczenia Oscarów

## Urodzili się
- 1 stycznia – Zofia Perczyńska, polska aktorka (zm. 2017)
- 1 stycznia – Łucja Kossakowska, polska scenograf i kostiumograf
- 2 stycznia – Seweryn Bącała, polski operator
- 6 stycznia – Capucine, francuska aktorka (zm. 1990)
- 18 stycznia – Franciszek Pieczka, polski aktor (zm. 2022)
- 23 stycznia – Jeanne Moreau, francuska aktorka (zm. 2017)
- 26 stycznia – Roger Vadim, francuski reżyser, scenarzysta i aktor (zm. 2000)
- 27 lutego – Andrzej Stockinger, polski aktor (zm. 1993)
- 16 marca – Aleksander Ścibor-Rylski, polski reżyser i scenarzysta filmowy (zm. 1983)
- 24 marca – Vanessa Brown, aktorka (zm. 1999)
- 29 marca – Philip Locke, brytyjski aktor (zm. 2004)
- 2 kwietnia – Serge Gainsbourg, francuski aktor, kompozytor, reżyser i scenarzysta (zm. 1991)
- 7 kwietnia – Alan J. Pakula, amerykański reżyser (zm. 1998)
- 23 kwietnia – Shirley Temple, amerykańska aktorka (zm. 2014)
- 11 maja – Marco Ferreri, włoski reżyser, aktor i scenarzysta (zm. 1997)
- 14 maja – Henry McGee, brytyjski aktor (zm. 2006)
- 7 czerwca – James Ivory, amerykański reżyser i scenarzysta
- 3 lipca – Jan Machulski, polski aktor (zm. 2008)
- 7 lipca – Patricia Hitchcock, angielska aktorka i producentka (zm. 2021)
- 14 lipca – Lucyna Winnicka, polska aktorka i dziennikarka (zm. 2013)
- 26 lipca – Stanley Kubrick, amerykański reżyser (zm. 1999)
- 29 lipca – Roman Wionczek, polski reżyser i scenarzysta (zm. 1998)
- 30 lipca – Wojciech Siemion, polski aktor (zm. 2010)
- 2 sierpnia – Mieczysław Voit, polski aktor (zm. 1991)
- 6 sierpnia – Andy Warhol, amerykański artysta i reżyser (zm. 1987)
- 16 sierpnia – Ann Blyth, aktorka
- 31 sierpnia – James Coburn, amerykański aktor (zm. 2002)
- 3 listopada – Wanda Hendrix, aktorka (zm. 1981)
- 10 listopada – Ennio Morricone, włoski kompozytor muzyki filmowej (zm. 2020)
- 24 listopada – Lech Ordon, polski aktor (zm. 2017)
- 5 grudnia – Barbara Krafftówna, polska aktorka (zm. 2022)

## Zmarli
- 10 sierpnia – Rex Cherryman, amerykański aktor